# ダニエル・エヴェレット
ダニエル・レナード・エヴェレット（英語: Daniel Leonard Everett、1951年7月26日 - ）はアメリカ合衆国出身の言語学者で、アマゾン盆地のピダハン族や彼らの言語についての研究で知られる。
エヴェレットは、現在は、マサチューセッツ州ウォルサムにあるベントリー大学の認知科学評議員教授である。2010年7月1日から2018年6月30日まで、ベントリー大学のディーンをエヴェレットは務めた。ベントリー大学以前は、イリノイ州ノーマルにあるイリノイ州立大学で、言語学部・文学部・文化学部の学部長を務めた。マンチェスター大学とカンピーナス州立大学とで教鞭をとった経験があり、ピッツバーグ大学言語学部の元学部長でもある。

## 生い立ち
カリフォルニア州ホルトビルのメキシコ国境付近でエヴェレットは育った。彼の父親はカウボーイ・修理工・建設作業員であった。彼の母親は地元のレストランでウェイトレスをしていた。ロックバンドの活動をエヴェレットは11歳から始め、宣教師のグラハム夫妻にカリフォルニア州サンディエゴで出会った後に、キリスト教に17歳で改宗するまで、ロックバンドの活動をしていた。
彼ら宣教師の娘ケレン・グラハムと、18歳のときにエヴェレットは結婚した。1975年に、シカゴのムーディー聖書学院で、外国伝道の学位をエヴェレットは取得した。世界の様々な言語に聖書を翻訳するためにフィールド言語学の宣教師たちを訓練する夏期言語講座（現在の国際SIL）に、エヴェレット夫妻は入会した。
エヴェレット自身の説明によると、言語の才能を彼はすぐに発揮したため、以前のSILの宣教師たちが20年間勉強しても習得できなかったというピダハン語の学習を、彼は勧められた。1977年には、4カ月のジャングル研修と、言語分析・翻訳の原理・読み書き能力養成の3学期の講習との後に、エヴェレット夫妻と3人の子どもたちはブラジルに移住し、そこで1年間ポルトガル語を学んだ後、低地アマゾン地域のマイシ川河口の、ピダハン族が住む村に移った。1999年から、ジャングルでのエヴェレットの滞在には、発電機付きの冷凍庫とビデオやDVDのコレクションとがあったことは周知の事実だった。エヴェレットは、「ピダハンのように20年間生活してきて、もう荒行にはうんざりだった」と語っている。

## 言語学研究
エヴェレットは言語の習得において、初期は成功を収めていたけれども、ブラジル政府との契約をSILが打ち切ったため、ピダハンの研究を続けることができるという援助のもと、ブラジルのカンピーナス州立大学に、1978年の秋に彼は所属した。ノーム・チョムスキーの理論にエヴェレットは焦点を当てた。エヴェレットの修士論文『Aspectos da Fonologia do Pirahã』は、アマゾン言語の第一人者であるアリオン・ホドリゲスの指導により書かれ、1980年に完成した。1983年に完成したエヴェレットの博士論文『A Lingua Pirahã e Teoria da Sintaxe』は、シャーロット・シャンベラン・ガルヴィスの指導により書かれた。ピダハン語についてのチョムスキー的で詳細な分析がこの論文ではなされている。
1993年の研究布教において、オロ＝ウィン語を記録した初めての人にエヴェレットはなった。オロ＝ウィン語は、無声歯茎両唇的ふるえ破擦音（音声学的には[t̪͡ʙ̥]）を用いる、世界で数少ない言語のひとつである。

## 業績

### アマゾンの言語やアメリカ大陸の言語
音声学（音声の発生）や音韻論（音声の構成）・形態論（語の構成）・統語論（文の構造）・談話構造や内容分析（文化的に関連する情報を談話によってどうやって人々は伝えるか）・語用論（社会的環境がどのように言語を制約するか）・民族言語学（言語形態にどのように文化が影響するか）・歴史言語学（他の言語のデータと比較することによる、言語の起源と拡散との再建）などの領域に焦点を当てて、アマゾンの多くの言語のフィールド調査をエヴェレットは行った。エヴェレットは、ワリ語の文法をバーバラ・カーンと共同で発表し、ピダハン語の文法やその他の言語の文法草案を発表した。

### Aspectos da Fonologia do Pirahã
調音音声学から韻律論（イントネーション・声調・強勢の位置など）までの、ピダハン語の音声体系についての、カンピーナス州立大学でのエヴェレットの修士論文（1979年）である。

### A Língua Pirahã e a Teoria da Sintaxe
ピダハン語文法についての、現在でも最も包括的な、カンピーナス州立大学（UNICAMP）でのエヴェレットの博士論文（1983年）である。ピダハン語についての自身の分析の多くを数年間で修正し、それから数年のうちに、よりいっそう包括的な文法とよりいっそう詳しい談話研究とを計画した。

### Wari': The Pacaas-Novos Language of Western Brazil
540ページに及ぶワリ語の文法書で、エヴェレットと、ワリ族の中で1962年から活動していた、非ワリ語話者でおそらく最も流暢に話す、新しい民族宣教師のバーバラ・カーンとが、10年がかりで取り組んだプロジェクトである。

### 普遍文法
普遍文法に関するチョムスキーの考え、特に再帰性の普遍性（自己埋め込み構造という観点から少なくとも理解される）は、ピダハン語によって反証されたと、エヴェレットは最終的に結論づけた。『Current Anthropology』に掲載された2005年の彼の論文「Cultural Constraints on Grammar and Cognition in Pirahã」は、言語学の分野で論争を巻き起こした。チョムスキーはエヴェレットを「ハッタリ屋」と呼び、さらにチョムスキーは、エヴェレットが言うような性質をピダハン語が全て持っていたとしても、普遍文法には全く影響しないと言った。チョムスキーは、「専門的な意味でのUG（人間の言語の遺伝子的な要素についての理論）と、全ての言語に共通する性質に関する、口語的な意味でのUGとの違いを、読者が理解しないことを望んでいる」と述べた。アメリカ言語学会の学会誌『Language』の2009年6月号には、エヴェレットと彼の主要な批判者達との100ページ近い討論が掲載されている。

### 『ピダハン 「言語本能」を超える文化と世界観』
ピダハン族の文化や言語・そして彼らの中で暮らすことがどのようなものであったかを綴ったエヴェレットの著書であり、イギリスではProfile Booksから、アメリカではPantheon Booksから、それぞれ2008年11月に出版された。日本では、みすず書房から屋代通子の訳で、2012年3月22日に出版された。イギリスのブラックウェル書店は、イギリスにおける2009年の最優秀図書として、ナショナル・パブリック・ラジオは、アメリカにおける2009年の最優秀図書として同書を選定した。ドイツ語・フランス語・韓国語を始め、様々な言語で同書は翻訳されている。『ピダハン 「言語本能」を超える文化と世界観』（原題: Don't Sleep, There Are Snakes: Life and Language in the Amazonian Jungle）は、ミッドランド作家協会の2008年度成人向けノンフィクション賞で次点となった。

### Language: The Cultural Tool
言語は生得的なものであるという見解に対する代替案を展開する、エヴェレットの著書である。言語とは、効率的で効果的なコミュニケーションの必要性という、人類共通の問題を解決するための、弓矢のような道具であると同書では主張する。

### Dark Matter of the Mind: The Culturally Articulated Unconscious
シカゴ大学出版局から出版されたこの本では、哲学・人類学・言語学・認知科学などの多くの分野をエヴェレットは概説し、人間は文化によって形成されるものであったり、人間性という考え方は真実とはあまり合致していなかったりすると論じている。心は白紙状態であるというアリストテレスの主張を、エヴェレットは反復したり支持したりし、真実に最も合致している人間の自己の観念は、仏教の無我の考えであるとエヴェレットは主張する。

### 『言語の起源 人類の最も偉大な発明』
200万年近く前にホモ・エレクトスが言語を発明し、それに続く種のホモ・ネアンデルターレンシスとホモ・サピエンスとが言語の世界に生まれたと、この本では主張している。

## 宗教観
真理についてのピダハンの考えに影響を受けて、キリスト教への信仰をエヴェレットは徐々に失い、無神論者となった。1982年には深い疑念をキリスト教に抱き、1985年にはキリスト教への全ての信仰を捨てたとエヴェレットは述べている。1990年代後半まで、無神論者であることをエヴェレットは誰にも打ち明けようとしなかった。ついに無神論者だと打ち明けたときには、エヴェレットは妻と離婚することになり、3人の子供のうち2人とは一切の関わりがなくなってしまった。しかし、2008年までには子供たちとの交流も回復し、有神論に対するエヴェレットの考え方を子供たちも受け入れているようである。

## 主な著書
- Everett, Daniel (1996). Why There are No Clitics: An Alternative Perspective on Pronominal Allomorphy. Dallas, Texas: SIL. ISBN 978-1556710049
- Everett, Daniel (1997). Wari: The Pacaas Novos Language of Western Brazil. London, New York: Routledge. ISBN 978-0415844796
- ダニエル・L・エヴェレット 著、屋代通子 訳『ピダハン 「言語本能」を超える文化と世界観』みすず書房、2012年（原著2008年）。ISBN 978-4622076537。
  - Everett, Daniel (2008). Don't Sleep, There are Snakes: Life and Language in the Amazonian Jungle. New York: Pantheon Books. ISBN 978-0274805372
- Everett, Daniel (2012). Language: The Cultural Tool. New York: Pantheon Books. ISBN 978-1846682681
- Sakel, Jeanette; Everett, Daniel (2012). Linguistic Fieldwork. Cambridge: Cambridge University Press. ISBN 978-0521545983
- Everett, Daniel (2016). Dark Matter of the Mind: The Culturally Articulated Unconscious. University of Chicago Press. ISBN 978-0226526782
- ダニエル・L・エヴェレット 著、松浦俊輔 訳『言語の起源 人類の最も偉大な発明』白揚社、2020年（原著2017年）。ISBN 978-4826902205。
  - Everett, Daniel (2017). How Language Began: The Story of Humanity's Greatest Invention. Liveright (W.W. Norton). ISBN 978-1781253939

## 評価
トム・ウルフは『The Kingdom of Speech』という本を2016年に出版し、進化や言語の科学史における4人の主要人物の仕事についてを同書の中でウルフは論じており、その4人の人物の最後の一人がダニエル・エヴェレットである。